# Награда „Марија Илић Агапова”
Награда Марија Илић Агапова је награда коју Библиотека града Београда додељује најбољем београдском библиотекару. Додељује се сваке године 11. јануара, на дан Библиотеке града Београда. Установљена је 2001. године и име је добила по првој управници Библиотеке града Београда Марији Илић Агапови.

## Добитници награде за најбољег библиотекара
- 2001 — Светлана Јанчић (Народна библиотека Србије)
- 2002 — Олгица Момчиловић (Библиотека САНУ)
- 2003 — Бранка Булатовић (Народна библиотека Србије)
- 2004 — Смиљка Кашић (Народна библиотека Србије)
- 2005 — Милорад Комарчић (Библиотека града Београда)
- 2006 — Олга Красић Марјановић (Библиотека града Београда)
- 2007 — Даница Филиповић (Универзитетска библиотека Светозар Марковић)
- 2008 — Јасмина Нинков (Библиотека "Милутин Бојић") и Љубица Ћоровић (Библиотека града Београда)
- 2009 — Радмила Булатовић (Библиотека "Димитрије Туцовић", Лазаревац)
- 2010 — Биљана Косановић (Народна библиотека Србије)[1]
- 2011 — Дејан Вукићевић (Библиотека града Београда)
- 2012 — Адам Софронијевић и Предраг Ђукић
- 2013 — Оливера Стефановић (Народна библиотека Србије)
- 2014 — Биљана Миленковић Вуковић (Етнографски институт САНУ) и Нада Мирков Богданић (Народна библиотека Србије)[2]
- 2015 — Светлана Мирчов (Библиотека Правног факултета, Београд) и Александра Вићентијевић (Библиотека Доситеј Обрадовић и Библиотека Исидора Секулић)[3]
- 2016 — Вера Петровић (Универзитетска библиотека Светозар Марковић)[4]
- 2017 — Татјана Брзуловић Станисављевић (Универзитетска библиотека Светозар Марковић)[5]
- 2018 — Добрила Бегенишић (Народна библиотека Србије)
- 2019 — Ивана Николић (Народна библиотека Србије)[6]
- 2020 — Тања Ивановић (Библиотека САНУ)[7]
- 2021 — Марјан Маринковић (Библиотека града Београда)
- 2022 — Драгана Милуновић (Народна библиотека Србије)
- 2023 — Десанка Стаматовић[8]
- 2024 — Василије Милновић (Центар за науку у Универзитеској библиотеци „Светозар Марковић“)[9]